# Selección femenina de rugby de Reino Unido
La selección femenina de rugby del Reino Unido fue el equipo representativo del rugby femenino en aquel país de 1986 a 1990.
El equipo fue organizado por la Rugby Football Union for Women (que fue responsable del rugby femenino en el Reino Unido de 1983 a 1994) y fue reemplazado gradualmente por equipos separados que representaban a Escocia, Gales e Inglaterra entre 1987 y 1990.

## Historia
Ya a finales del siglo XIX había mujeres del Reino Unido activas en el rugby (versiones de la época hablan de una reunión entre dos representantes de Escocia e Inglaterra en Glasgow, celebrada en 1881), pero los primeros borradores de la organización esperaron unos cien años para ver la luz del día: no fue hasta finales de los años 1970 que el rugby femenino comenzó a estructurarse en clubes y federaciones que gobernaban su actividad, tanto en las islas británicas como en otros lugares del resto de Europa. Entre las consideradas pioneras del rugby británico se encuentra la inglesa Deborah Griffin, que comenzó a establecer una red de equipos de clubes universitarios en 1978 desde su propia institución: el University College de Londres y su oponente durante varios partidos antes de que otras universidades se unieran y organizaran sus propios equipos femeninos; el King's College de Londres.

### Años 1980
De nuevo gracias al activismo de Griffin, la Rugby Football Union for Women se formó en 1983 y reguló el rugby en toda Gran Bretaña. Esta federación fue dirigida por la nueva selección británica, que debutó en 1986 (Inglaterra haría su debut, junto con Gales, sólo un año más tarde) y fue confiada a la dirección técnica de Stefan Czerpak.
El partido inaugural fue una derrota 8–14 ante Les Bleues en el campo londinense de Richmond; Francia es el único equipo que derrotó a las británicas, ya que las otras dos oponentes: la Italdonne y las neerlandesas fueron vencidas. En total hubo 8 partidos jugados por Gran Bretaña entre 1986 y 1990, incluyendo los tres del Women's European Cup 1988 en la que resultaron subcampeonas.

### Final
El último partido del Reino Unido fue en Moseley, un suburbio de Birmingham, el 18 de marzo de 1990 y coincidió con su mejor victoria. El triunfo por 32–0 ante Italia fue televisado por Channel 4 e incluida en un documental sobre rugby femenino en el Reino Unido. Poco tiempo después, la Rugby Football Union for Women redujo su alcance sólo al rugby femenino en Inglaterra y dejó así a los clubes en Gales y Escocia libres de formar sus propias uniones. A partir de entonces, la historia del rugby británico ha seguido caminos separados para cada federación.

## Estadísticas
| Rival        | Jugados | Ganados | Empatados | Perdidos | % de victorias | Mejor resultado |
| ------------ | ------- | ------- | --------- | -------- | -------------- | --------------- |
| Francia      | 4       | 1       | 0         | 3        | 25%            | 13–0            |
| Italia       | 2       | 2       | 0         | 0        | 100%           | 32–0            |
| Países Bajos | 2       | 2       | 0         | 0        | 100%           | 26–0            |
| Total        | 8       | 5       | 0         | 3        | 62,5%          | —               |